# さユり
さユり（1996年〈平成8年〉6月7日 - 2024年〈令和6年〉9月20日）は、日本の女性シンガーソングライター。福岡県福岡市東区志賀島出身。所属事務所はアイトニー・エンターテインメント。所属レーベルはアリオラジャパン。

## 来歴

### メジャー・デビュー前
小学6年のときに関ジャニ∞がアイドルにもかかわらずバンドをやっていることに感心し、それからギターに興味を持ち、購入する。中学2年のときには関ジャニ∞が自ら作詞・作曲をしていることに憧れ、曲作りを始めた。
その後、あすか名義で二人組弾き語りユニット「LONGTAL (ロングタル)」のギター（本人のTwitterアカウント名@taltalasukaの由来）、バンド「夢雨 (むう)」のギターボーカルとして活動。福岡市を拠点に、大阪や広島、名古屋などの路上やライブハウスでライブ活動を行った。この時期に高校を中退している。
LONGTALとして活動中の2012年1月7日、さゆり名義でThe 5th Music RevolutionのJAPAN FINALEにて4123組の中から出場者最年少（15歳）でグランプリを受賞。受賞曲「るーららるーらーるららるーらー」は、2016年6月に3rdシングルとしてリリースされた。
2013年8月に上京。ライブハウスでライブ活動をするが、閉鎖的空間で音楽を好きな人だけに向けて歌うことに違和感があり、サラリーマンや大学生など色んな人生を送っている人たちに向けて歌える路上ライブに辿り着く。

### メジャー・デビュー後

#### 2015年
8月26日、1stシングル『ミカヅキ』をリリースし、メジャー・デビューを果たす。同曲はフジテレビ系アニメ『乱歩奇譚 Game of Laplace』のエンディングテーマ。

#### 2016年
2月24日、2ndシングル『それは小さな光のような』をリリース。同曲はフジテレビ系アニメ『僕だけがいない街』のエンディングテーマに採用された。作詞・作曲はさユり本人ではなく、同アニメで音楽を担当した梶浦由記が手掛けた。
4月23日にはワンマンライブ「ミカヅキの航海」を渋谷WWWにて開催。同公演のチケットは発売開始から数秒で完売し、追加公演として東京、大阪、福岡の三都市ツアーを行った。
6月24日に配信限定で、自身初のノンタイアップシングルとなる『るーららるーらーるららるーらー』を3rdシングルとしてリリース。同曲は以前グランプリを受賞した自主制作のオリジナル曲を再アレンジして収録された。
12月7日、RADWIMPSの野田洋次郎から楽曲提供、プロデュースを受けた4thシングル『フラレガイガール』をリリース。野田は「楽曲と歌詞は出来てしまっていた。だが肝心のこの楽曲を歌う歌い手は自分ではない為、しばらくの間この楽曲を歌ってくれる、この歌の持ち主を探した。そしてたまたま隣のレコーディングスタジオにいたさユりからもらったCDをふと聴き直すと、ぼんやりと輪郭だけ見えていた『フラレガイガール』が100%そこに現れた。この曲は彼女の声で歌われるべき歌でした。」と語っている。カップリング曲「アノニマス」はスマートフォンゲーム『消滅都市』とのコラボが決定し、ライブやゲーム内での楽曲視聴、ゲーム内にさユりのキャラクターが登場するなどの期間限定のイベントが決定。

#### 2017年
3月1日、5thシングル『平行線』をリリース。同曲はフジテレビ系アニメ・ドラマの『クズの本懐』のエンディングテーマ。「ミカヅキ」「それは小さな光のような」に引き続きノイタミナ枠のアニメのエンディングテーマであり、さユりとしては初のドラマのタイアップ曲である。
3月23日、自身初のオリジナルアルバム『ミカヅキの航海』をリリースすることを発表。
5月17日にアルバムがリリースされるとオリコンデイリーアルバムランキングで1位を獲得。そして、週間アルバムランキングではランキング3位を獲得し、これまでのシングル・アルバム通じて大幅なジャンプアップを果たし、歴代最高位であり自身初でもあるランキングTOP3入りを記録した。
5月19日には、かつてさユりが路上ライブを行っていた新宿で約1年3ヶ月ぶりに路上ライブを開催。約2000人のファンが集結した。
1stアルバム『ミカヅキの航海』収録楽曲である「十億年」の、ミュージック・ビデオ フルレングスバージョンが配信限定で、8月23日にリリースされた。
11月24日、さユり個人としては最大規模となるワンマンライブをTOKYO DOME CITY HALLにて開催した。

#### 2018年
2月28日、6thシングル『月と花束』をリリース。同曲はテレビアニメ『Fate/EXTRA Last Encore』エンディングテーマ、ノイタミナ枠のアニメ以外の初のアニメタイアップ曲となった。
11月27日、MY FIRST STORYとのコラボシングル『レイメイ』をリリース。同曲はテレビアニメ『ゴールデンカムイ』第2期のオープニングテーマ。

#### 2019年
4月13日、自身のTwitterにて、所属していたヤマハエンタテインメントホールディングスを3月31日付で退所したことを発表。
11月27日、さユり個人の名義としては約1年半ぶりとなる7thシングル『航海の唄』をリリース。同曲はテレビアニメ『僕のヒーローアカデミア』第4期のエンディングテーマ。

#### 2020年
5月16日、新曲「葵橋」が放送中のTVアニメ『イエスタデイをうたって』の主題歌に採用されたことを発表。「葵橋」は同日放送分の7話から採用され、5月22日よりデジタルリリースされた。葵橋とは京王線が甲州街道上を路面電車として走っていた時代にあった『葵橋駅』から来ているとのこと。
6月3日、自身初の弾き語りアルバムとなる『め』をリリース。また、10月から行われる予定だった弾き語りツアー「ねじこぼれた僕らの“め”」は新型コロナウイルスの影響により開催中止となった。
8月1日、デジタルシングル「summer bug」をリリース。
10月24日、アイトニー・エンターテインメントへの所属を発表。

#### 2021年
1月13日より、2020年に開催中止した初の弾き語りツアー「ねじこぼれた僕らの“め”」が開催された。
6月12日、TVアニメ『EDENS ZERO』エンディングテーマとして書き下ろした『世界の秘密』をリリース。

#### 2022年
7月3日、TVアニメ『リコリス・リコイル』のエンディングテーマ「花の塔」の配信開始。
8月10日、2ndアルバム『酸欠少女』をリリース。

#### 2024年
3月18日、ミセカイのアマアラシと結婚したことを自身のXアカウントで報告した。
7月に機能性発声障害と診断され活動休止。
9月20日、死去したことが同月27日にさユりのXアカウントなどを通じて配偶者であるアマアラシから発表された。28歳没。死因は明らかにされていない。さユりの葬儀は親族と関係者のみで執り行われた。

## 人物・エピソード
名前の前に「酸欠少女」を冠した「酸欠少女さユり」をキャッチコピーとし、酸欠世代の心情を歌う2.5次元パラレルシンガーソングライターを名乗っている。
自然と震えるような特徴的かつ力強い歌声を持ち、翳（かげ）のある歌詞の曲が多いが、同時に生への希望も込められており、10代から20代の若い世代を中心に高い人気を誇る。ヤマハミュージックエンタテインメントホールディングスを退所した2019年以降は明るい曲調の曲も増えており、さユり自身の心境の変化もうかがえる。歌詞は8割方、実体験をもとに書いているという。
本名については明かされていなかったが、後に福岡市にある出身中学校でツイキャスを配信した際、着用したセーラー服の名札には「○○さゆり（名字部分は隠されていた、さゆりは平仮名）」と書かれていた。上京後も出身中学校の指定ジャージを愛用している。
好きなものとして、トマト、鯖の味噌煮、鉄塔、境界線を挙げている。
身長は150cmあるかないか程度と述べており、体重は40.3kg（2015年時点）、靴のサイズは21.5cm。
前述のように高校を中退しているが、のちに高卒認定試験を受験したことを示唆するツイートをしている。
2014年から2016年にかけて新宿などで行っていた路上ライブは自身にとって修行でもあったと述べている。
活動休止を境に自動車教習所に通っており、死去1ヶ月前にツイートした仮免合格の報告がファンクラブ向けの告知を除く生前最後のツイートとなった。

## キービジュアルキャラ
CDパッケージデザインやミュージックビデオ内の登場人物として描かれる。
二次元世界のさゆり
「さユりの後悔の念が生んだ 永遠の14歳」
パラレル世界のサユリ
公式サイト開設時、詳細不明。
2ndシングル『それは小さな光のような』では死神・天使として登場し、4thシングルのカップリング曲「アノニマス」では天邪鬼として登場している。
ラジオなどで「神的存在」と紹介されるようになる。
どちらかと言うと未来志向で「さゆり」とは対照的な存在。
MV毎に様々な衣装姿で登場しており、アニメコラボとして『乱歩奇譚 Game of Laplace』に登場するミナミの検死官服を着たCDジャケットも存在する。
サゆり
4thシングル『フラレガイガール』のカップリング曲「アノニマス」で初登場。
上記の「さゆり（二次元世界）」や、「サユリ（パラレル世界）」とは異なる存在と考えられる。
二次元世界のさゆりが意思を示した時、それを成す力として現れたさユりの本能キャラ。自分の意志を貫き純粋に行動する。

## 機材
- YAMAHA CPX700ⅱ[30]
- YAMAHA LL36 ARE[31]
- YAMAHA FG-425

## ディスコグラフィ

### シングル
| 枚     | 発売日         | タイトル                       | 規格品番                        | 規格品番               | 規格品番               | オリコン 最高位 |
| 枚     | 発売日         | タイトル                       | 初回限定盤                      | 通常盤                 | 期間限定盤 アニメ盤    | オリコン 最高位 |
| ------ | -------------- | ------------------------------ | ------------------------------- | ---------------------- | ---------------------- | --------------- |
| 1st    | 2015年8月26日  | ミカヅキ                       | BVCL-669                        | BVCL-671               | BVCL-672/3             | 20位            |
| 2nd    | 2016年2月24日  | それは小さな光のような         | BVCL-696/7（A） BVCL-698/9（B） | BVCL-700               | BVCL-701/2             | 17位            |
| 3rd    | 2016年6月24日  | るーららるーらーるららるーらー | デジタル・ダウンロード          | デジタル・ダウンロード | デジタル・ダウンロード | -               |
| 4th    | 2016年12月7日  | フラレガイガール               | BVCL-763/4（A） BVCL-765/6（B） | BVCL-767               | -                      | 17位            |
| 5th    | 2017年3月1日   | 平行線                         | BVCL-780/1                      | BVCL-782               | BVCL-783/4             | 10位            |
| 6th    | 2018年2月28日  | 月と花束                       | BVCL-857/8                      | BVCL-859               | BVCL-860/1             | 10位            |
| コラボ | 2018年12月5日  | レイメイ                       | BVCL-923/4                      | BVCL-925               | BVCL-926/7             | 7位             |
| 7th    | 2019年11月27日 | 航海の唄                       | BVCL-1020/1                     | BVCL-1022              | BVCL-1023/4            | 12位            |
| 8th    | 2021年9月8日   | 世界の秘密                     | BVCL-1162/3                     | BVCL-1164              | BVCL-1165/6            | 10位            |

### 限定シングル
| ♯ | 発売日        | タイトル         | 楽曲                                                                            | 品番   | 備考                                  |
| - | ------------- | ---------------- | ------------------------------------------------------------------------------- | ------ | ------------------------------------- |
| 1 | 2021年6月12日 | あたしとかみさま | 1. ねじこ（弾き語りver.） 2. 葵橋（弾き語りver.） 3. summer bug（弾き語りver.） | BVC8-7 | 「あたしとかみさま」2021 会場限定販売 |

### 配信限定
| ♯ | 発売日         | タイトル                                    | 楽曲                                              | 備考             |
| - | -------------- | ------------------------------------------- | ------------------------------------------------- | ---------------- |
| 1 | 2019年11月29日 | 「About a Voyage/航海の唄」World Edition EP | 1. 航海の唄 2. 十億年 3. 蜂と見世物 4. オッドアイ |                  |
| 2 | 2020年4月1日   | ねじこ                                      | ねじこ                                            | 『酸欠少女』収録 |
| 3 | 2020年5月22日  | 葵橋                                        | 葵橋                                              | 『酸欠少女』収録 |
| 4 | 2020年8月1日   | summer bug                                  | summer bug                                        | 『酸欠少女』収録 |
| 5 | 2021年3月5日   | かみさま                                    | かみさま                                          | 『酸欠少女』収録 |
| 6 | 2022年7月3日   | 花の塔                                      | 花の塔                                            | 『酸欠少女』収録 |

### アルバム
| 枚               | 発売日        | タイトル       | 規格品番                        | 規格品番     | オリコン 最高位 |
| 枚               | 発売日        | タイトル       | 初回限定盤                      | 通常盤       | オリコン 最高位 |
| フルアルバム     | フルアルバム  | フルアルバム   | フルアルバム                    | フルアルバム | フルアルバム    |
| ---------------- | ------------- | -------------- | ------------------------------- | ------------ | --------------- |
| 1st              | 2017年5月17日 | ミカヅキの航海 | BVCL-791/2（A） BVCL-793/4（B） | BVCL-795     | 3位             |
| 2nd              | 2022年8月10日 | 酸欠少女       | -                               | BVCL-1190    | 13位            |
| 弾き語りアルバム |               |                |                                 |              |                 |
| 1st              | 2020年6月3日  | め             | BVCL-1060/1                     | BVCL-1062    | 3位             |

### 映像作品
| 発売日        | タイトル                                         | 規格                   |
| ------------- | ------------------------------------------------ | ---------------------- |
| 2017年8月23日 | ミュージックビデオ「十億年」（フルレングスver.） | デジタル・ダウンロード |

### 参加作品
| 発売日         | 楽曲                  | 収録先                    | 名義                       | 備考                                          |
| -------------- | --------------------- | ------------------------- | -------------------------- | --------------------------------------------- |
| 2019年3月6日   | 「ME & CREED <nZkv>」 | R∃/MEMBER                 | SawanoHiroyuki[nZk]:さユり | アプリゲーム「青の祓魔師 DAMNED CHORD」主題歌 |
| 2023年10月31日 | 「アクマノウタ」      | アクマノウタ feat. さユり | -                          | 作詞・作曲：BAK                               |

## タイアップ
| 起用年 | 楽曲                         | タイアップ                                                                     |
| ------ | ---------------------------- | ------------------------------------------------------------------------------ |
| 2015年 | ミカヅキ                     | フジテレビ系アニメ・ノイタミナ枠『乱歩奇譚 Game of Laplace』エンディングテーマ |
| 2015年 | ミカヅキ                     | tvk『saku saku』8月度エンディングテーマ                                        |
| 2016年 | それは小さな光のような       | フジテレビ系アニメ・ノイタミナ枠『僕だけがいない街』エンディングテーマ         |
| 2016年 | アノニマス                   | iOS・Android向けゲーム『消滅都市』コラボレーション                             |
| 2016年 | フラレガイガール             | スペースシャワーTV12月度『POWER PUSH』                                         |
| 2017年 | 平行線                       | フジテレビ系アニメ・ノイタミナ枠『クズの本懐』エンディングテーマ               |
| 2017年 | 平行線                       | フジテレビ系ドラマ『クズの本懐』エンディングテーマ                             |
| 2017年 | 十億年                       | モード学園 CMソング                                                            |
| 2018年 | 月と花束                     | テレビアニメ『Fate/EXTRA Last Encore』エンディングテーマ                       |
| 2018年 | レイメイ                     | テレビアニメ『ゴールデンカムイ』第二期オープニングテーマ                       |
| 2019年 | 航海の唄                     | テレビアニメ『僕のヒーローアカデミア』第4期第1クールエンディングテーマ         |
| 2020年 | ねじこ                       | アサヒグループ食品 『クリーム玄米ブラン』CMソング                              |
| 2020年 | 葵橋                         | テレビアニメ『イエスタデイをうたって』エンディングテーマ（第7‐9話）            |
| 2020年 | 航海の唄-「め」弾き語りver.- | 名古屋テレビ放送『メ〜テレライブ BOMBER-E』6月度オープニングテーマ             |
| 2021年 | かみさま                     | TXドラマ25『東京怪奇酒』オープニングテーマ                                     |
| 2021年 | 世界の秘密                   | テレビアニメ『EDENS ZERO』第1期第2クールエンディングテーマ                     |
| 2022年 | 花の塔                       | テレビアニメ『リコリス・リコイル』エンディングテーマ                           |
| 2025年 | 花の塔                       | Webアニメ『リコリス・リコイル Friends are thieves of time.』主題歌             |

## ミュージックビデオ
| 監督         | 作品                                                    |
| ------------ | ------------------------------------------------------- |
| YKBX         | 「ミカヅキ」「それは小さな光のような」「来世で会おう」  |
| 吉開菜央     | 「フラレガイガール」                                    |
| 井上強       | 「十億年」                                              |
| 谷篤         | 「birthday song」「月と花束 1番ver」「月と花束 2番ver」 |
| 杉本晃佑     | 「航海の唄(short ver.)」                                |
| 荒船泰廣     | 「アノニマス」「平行線」                                |
| さとうこずえ | 「ねじこ」                                              |
| 葛飾出身     | 「かみさま」                                            |
| UDON         | 「世界の秘密」                                          |
| Tsutomu Mita | 「世界の秘密(Collabo. MV)」                             |
| アフガンRAY  | 「酸欠少女」                                            |
| 不明         | 「レイメイ」「summer bug」                              |

## ライブ
さユりのライブでは、他のアーティストのライブに見られるような、叫んだりコールしたりといった行為が禁止されており、これについては自身のTwitterで明言している。

### 夜明けのパラレル実験室
| 年     | 公演                                             | 公演                           | 日程     |
| ------ | ------------------------------------------------ | ------------------------------ | -------- |
| 2015年 | 夜明けのパラレル実験室 supported by 2.5D×KAI-YOU | 〜アニメ編〜                   | 7月30日  |
| 2015年 | 夜明けのパラレル実験室 supported by 2.5D×KAI-YOU | 〜続アニメ編〜                 | 8月26日  |
| 2015年 | 夜明けのパラレル実験室 supported by 2.5D×KAI-YOU | 〜渋谷編〜                     | 9月16日  |
| 2015年 | 夜明けのパラレル実験室 supported by 2.5D×KAI-YOU | 〜シブカル祭。編〜             | 10月21日 |
| 2015年 | 夜明けのパラレル実験室 supported by 2.5D×KAI-YOU | 〜男子会編〜                   | 11月17日 |
| 2015年 | 夜明けのパラレル実験室 supported by 2.5D×KAI-YOU | 〜女子会編〜                   | 11月25日 |
| 2015年 | 夜明けのパラレル実験室 supported by 2.5D×KAI-YOU | -                              | 12月23日 |
| 2016年 | 夜明けのパラレル実験室 supported by 2.5D×KAI-YOU | 〜僕街編〜                     | 2月24日  |
| 2016年 | 夜明けのパラレル実験室 supported by 2.5D×KAI-YOU | in新宿 〜ここに宣戦布告編〜    | 11月3日  |
| 2017年 | 夜明けのパラレル実験室 supported by 2.5D×KAI-YOU | 2017 〜それぞれの空白編『 』〜 | 11月24日 |

### その他の主なライブ
| 年     | 公演                                                                      | 日程              | 会場                            | 共演           |
| ------ | ------------------------------------------------------------------------- | ----------------- | ------------------------------- | -------------- |
| 2015年 | 夜明けの支度                                                              | 3月1日            | 東京・TSUTAYA O-nest            |                |
| 2016年 | ミカヅキの航海                                                            | 4月23日           | 東京・渋谷WWW                   |                |
| 2016年 | ミカヅキの航海                                                            | 6月3日            | 大阪・americamura FANJ twice    |                |
| 2016年 | ミカヅキの航海                                                            | 6月24日           | 東京・東京キネマ倶楽部          |                |
| 2016年 | ミカヅキの航海                                                            | 8月26日           | 福岡・DRUM Be-1                 |                |
| 2017年 | ミカヅキの航海2017 〜夜明けの全国ツアー〜                                 | 7月21日           | 福岡・DRUM Be-1                 |                |
| 2017年 | ミカヅキの航海2017 〜夜明けの全国ツアー〜                                 | 7月28日           | 愛知・Electric Lady Land        |                |
| 2017年 | ミカヅキの航海2017 〜夜明けの全国ツアー〜                                 | 7月30日           | 宮城・仙台MACANA                |                |
| 2017年 | ミカヅキの航海2017 〜夜明けの全国ツアー〜                                 | 8月11日           | 東京・TSUTAYA O-EAST            |                |
| 2017年 | ミカヅキの航海2017 〜夜明けの全国ツアー〜                                 | 8月13日           | 札幌・cube garden               |                |
| 2017年 | ミカヅキの航海2017 〜夜明けの全国ツアー〜                                 | 8月25日           | 大阪・BIG CAT                   |                |
| 2017年 | ミカヅキの航海2017 〜夜明けの全国ツアー〜                                 | 9月22日           | 東京・赤坂BLITZ                 |                |
| 2018年 | さユり2マンツアー 月と越境                                                | 6月16日           | 名古屋DIAMOND HALL              | クリープハイプ |
| 2018年 | さユり2マンツアー 月と越境                                                | 6月17日           | 金沢EIGHT HALL                  | ヒトリエ       |
| 2018年 | さユり2マンツアー 月と越境                                                | 6月19日           | 仙台Rensa                       | 夜の本気ダンス |
| 2018年 | さユり2マンツアー 月と越境                                                | 6月24日           | 広島CLUB QUATTRO                | PassCode       |
| 2018年 | さユり2マンツアー 月と越境                                                | 6月25日           | 福岡BEAT STATION                | 大森靖子       |
| 2018年 | さユり2マンツアー 月と越境                                                | 6月27日           | 川崎CLUB CITTA'                 | 感覚ピエロ     |
| 2018年 | さユり2マンツアー 月と越境                                                | 6月30日           | なんばHatch                     | BRADIO         |
| 2018年 | SAYURI TOUR 2018                                                          | 10月5日           | 台湾・台北CLAPPER STUDIO        |                |
| 2018年 | SAYURI TOUR 2018                                                          | 10月7日           | 香港・香港Music Zone            |                |
| 2018年 | レイメイのすヽめ                                                          | 10月19日          | Zepp Tokyo                      |                |
| 2018年 | レイメイのすヽめ                                                          | 10月26日          | DRUM LOGOS                      |                |
| 2018年 | レイメイのすヽめ                                                          | 11月3日           | SENDAI GIGS                     |                |
| 2018年 | レイメイのすヽめ                                                          | 11月9日           | Zepp Nagoya                     |                |
| 2018年 | レイメイのすヽめ                                                          | 11月11日          | Zepp Namba                      |                |
| 2020年 | 2.5次元ライブ 星を耕す                                                    | 12月27日          | 東京・豊洲PIT                   |                |
| 2021年 | 「あたしとかみさま」2021                                                  | 6月12日           | Zepp Fukuoka                    |                |
| 2021年 | 「あたしとかみさま」2021                                                  | 6月19日           | SENDAI GIGS                     |                |
| 2021年 | 「あたしとかみさま」2021                                                  | 6月27日           | Zepp Nagoya                     |                |
| 2021年 | 「あたしとかみさま」2021                                                  | 7月3日            | Zepp Sapporo                    |                |
| 2021年 | 「あたしとかみさま」2021                                                  | 7月17日           | KT Zepp Yokohama                |                |
| 2021年 | 「あたしとかみさま」2021                                                  | 7月24日           | Zepp Namba                      |                |
| 2021年 | 「あたしとかみさま」2021                                                  | 8月29日           | Zepp DiverCity                  |                |
| 2021年 | ORIGINAL ONLINE SHOW 「LIVE DIVE 酸欠少女さユり」                         | 10月16日          | BLACKBOX3                       |                |
| 2022年 | さユり 弾き語りツアー 「ねじこぼれた僕らの "め"」                         | 1月13日 - 2月26日 | 9公演                           |                |
| 2022年 | さユり 弾き語りツアー 「ねじこぼれた僕らの "め"」 追加公演 ～四⽉倶楽部～ | 4月16日 - 4月27日 | 3公演                           |                |
| 2022年 | TOUR 2022 "酸欠衝動"                                                      | 10⽉28⽇          | Zepp Nagoya                     |                |
| 2022年 | TOUR 2022 "酸欠衝動"                                                      | 11月3日           | Zepp DiverCity(TOKYO)           |                |
| 2022年 | TOUR 2022 "酸欠衝動"                                                      | 11月5日           | Zepp Osaka Bayside              |                |
| 2022年 | TOUR 2022 "酸欠衝動"                                                      | 11月17日          | KT Zepp Yokohama                |                |
| 2023年 | 弾き語りツアー 2023「酸欠衝動」                                           | 2月11日           | 大阪・梅田CLUB QUATTRO          |                |
| 2023年 | 弾き語りツアー 2023「酸欠衝動」                                           | 2月24日           | 東京・渋谷CLUB QUATTRO          |                |
| 2023年 | 弾き語りツアー 2023「酸欠衝動」                                           | 3月3日            | 名古屋・CLUB QUATTRO            |                |
| 2023年 | 弾き語りツアー 2023「酸欠衝動」                                           | 3月18日           | 福岡・BEAT STATION              |                |
| 2023年 | 弾き語りツアー 2023「酸欠衝動」                                           | 3月25日           | 宮城・Darwin                    |                |
| 2023年 | さユり ワンマンライブ「PRAYING SOCIETY ⿊/⻩」                            | 8月21日 - 22日    | 東京・SHIBUYA PLEASURE PLEASURE |                |
| 2024年 | さユり 中国ツアー 2024                                                    | 5月23日           | 北京・福浪LIVEHOUSE             |                |
| 2024年 | さユり 中国ツアー 2024                                                    | 5月25日           | 広州・TAI SPACE LIVEHOUSE       |                |
| 2024年 | さユり 中国ツアー 2024                                                    | 5月26日           | 上海・Modernsky Lab             |                |

### 海外でのゲスト出演
- MEGAPORT FESTIVAL2017（2017年3月25日、台湾）
- Animerci（2017年11月18日、上海）
- Anisong World Matsuri at Anime Expo 2018 - Japan Super Live（2018年7月6日、ロサンゼルス）
- Heartbeat ACG 2018（2018年7月27日、香港）
- AnimagiC2019（2019年8月3日、ドイツ）
- BANG!ACG音楽祭（2023年12月23日、台湾）
- Anime Festival Asia Indonesia 2024（2024年5月4日、インドネシア）

### オンラインライブ
- LIVE DIVE 酸欠少女さユり（2021年10月16日）

## 出演

### テレビ番組
- saku saku（tvk、2015年8月25日、2016年2月22日 - 2月26日）
- ももち浜ストア＋（福岡TNC、2015年10月4日）
- めざましテレビ（フジテレビ、2016年2月24日）
- COUNT DOWN TV（TBS、2016年2月27日）
- 超流派（テレビ東京、2016年7月8日）
- ZIP!（日本テレビ、2016年12月22日）

### ラジオ番組
- BEEEEP RADIO！（大阪FM802、2015年9月4日）
- LNEM－エルネム－（大阪FM802、2015年9月5日）
- CROSS FM 1DAY JACK（福岡CROSS FM、2015年9月24日）
- TOGGY's　AHEAD（福岡KBCラジオ、2015年9月25日）
- TREASURE TIMES（FM FUKUOKA、2015年10月17日）
- ライブのじかん（FM FUKUOKA、2015年10月22日）
- MOVING MONTHLY STYLE（FM FUKUOKA、2015年10月19日）
- ニコラジ火曜日（ニコニコ生放送、2015年10月13日）
- ORDINARY FRIDAY〜つまりシケた金曜日〜（sora×niwa、2015年10月16日）
- FMK BEAT MAX（FM熊本、2016年3月11日）
- キカナイデ！（東海ラジオ、2016年3月17日）
- SCK（ZIP-FM、2016年3月29日）
- うしみつドキドキ！vsサカイ（CBCラジオ、2016年4月10日）
- エンタメバラエティＴＨＥ★ヒット情报！（RKBラジオ、2016年3月10日）
- Second ID（Artistspoken、2023年6月4日 - ）